# Furkabaan
De Furkabaan is een straat in de subwijk Lunetten in de Nederlandse stad Utrecht. De Furkabaan, aangelegd in 1976, vormt samen met de "Stelviobaan", "Brennerbaan" en "Simplonbaan" de rondweg van Lunetten. De Furkabaan begint bij Station Utrecht Lunetten en gaat in het zuiden van Lunetten over in de "Simplonbaan".
De Furkabaan is vernoemd naar de Furkapas, een Zwitserse bergpas.

## Fotogalerij

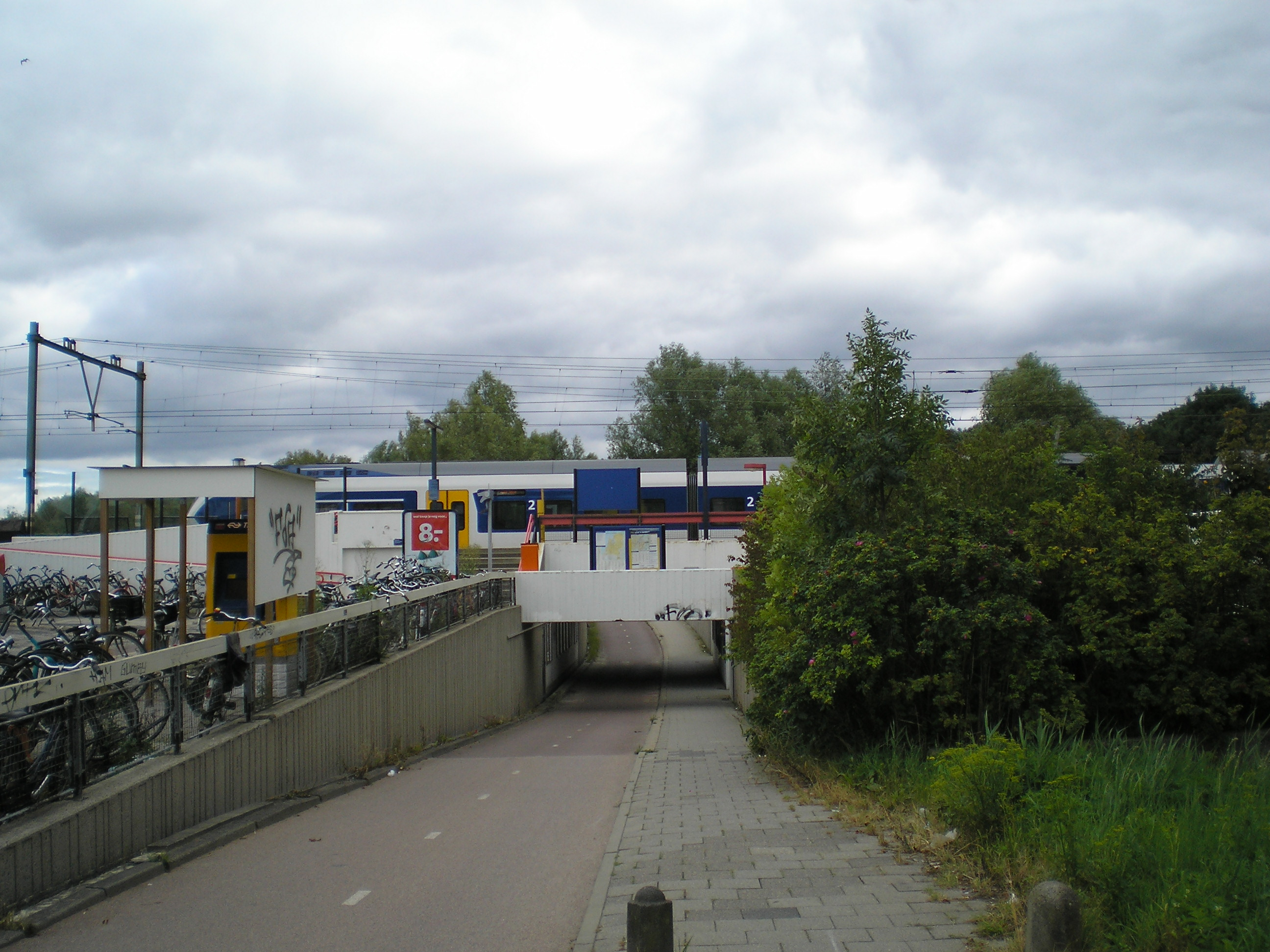
Station Lunetten aan het Furkaplateau en tunnel met erachter het pad "Tussen de Rails" dat loopt naar Mereveld
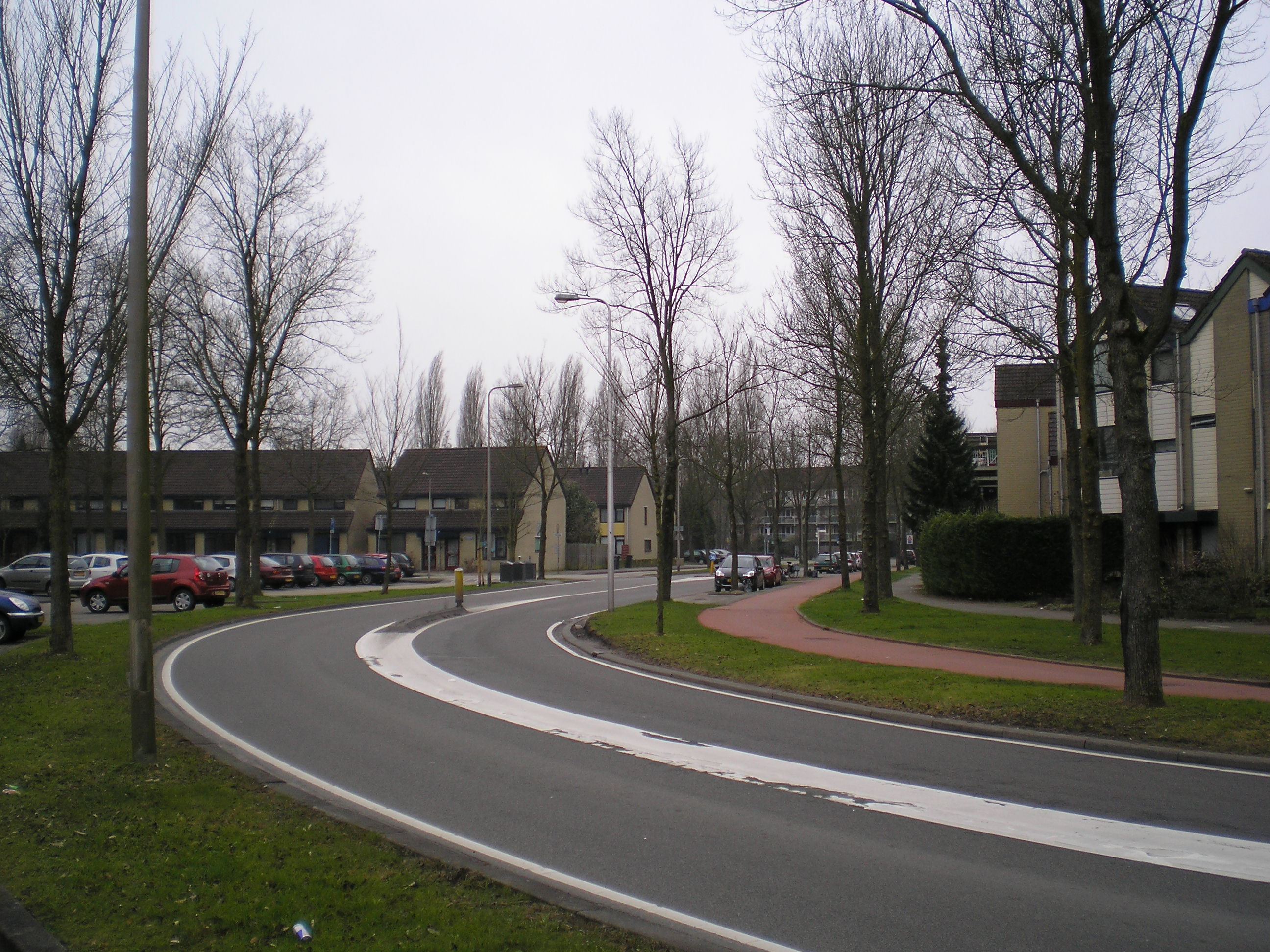
Furkabaan die aan het eind overgaat in de "Simplonbaan"
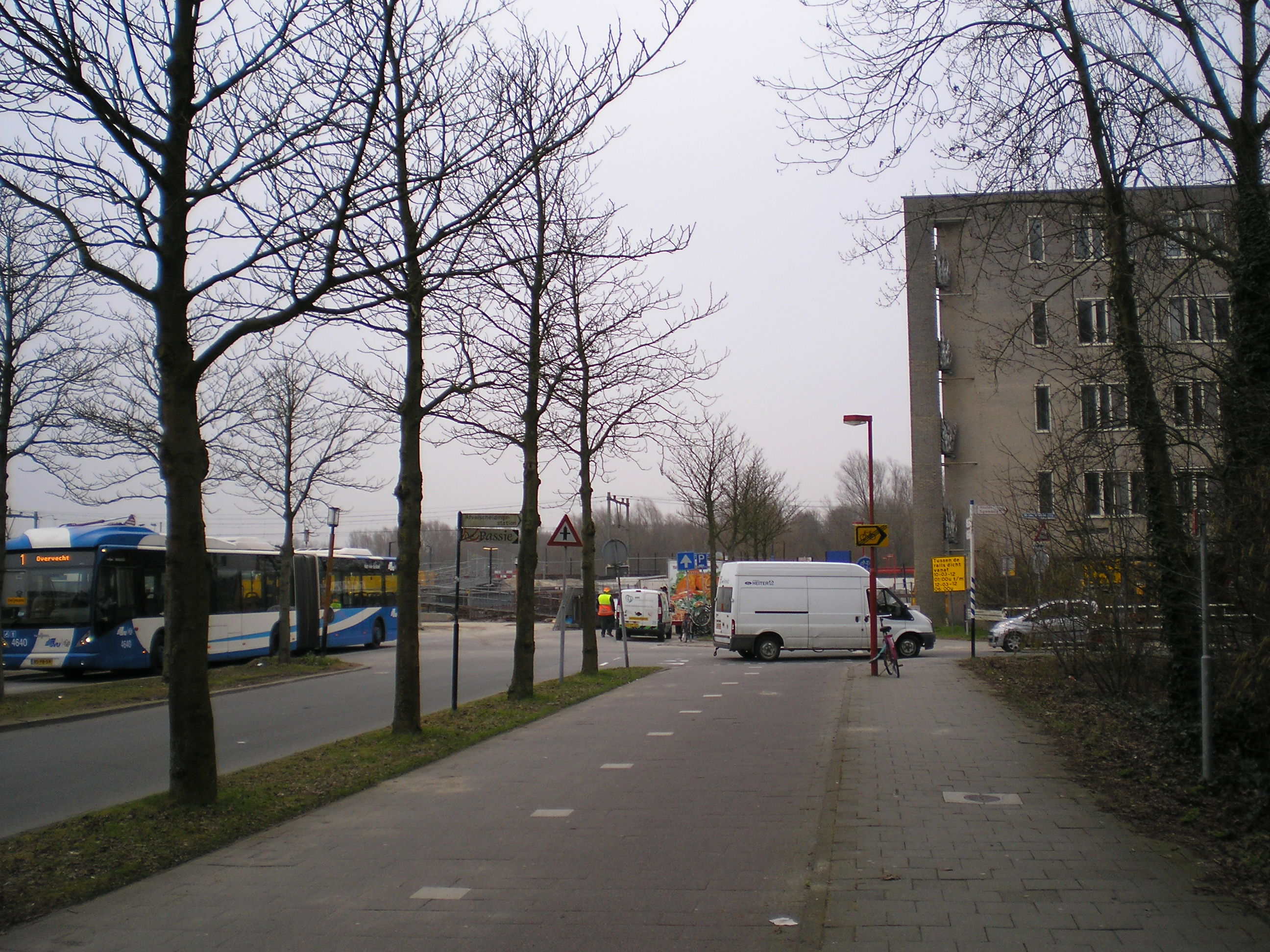
Furkaplateau met aan het einde rechts de Nieuwe Houtenseweg
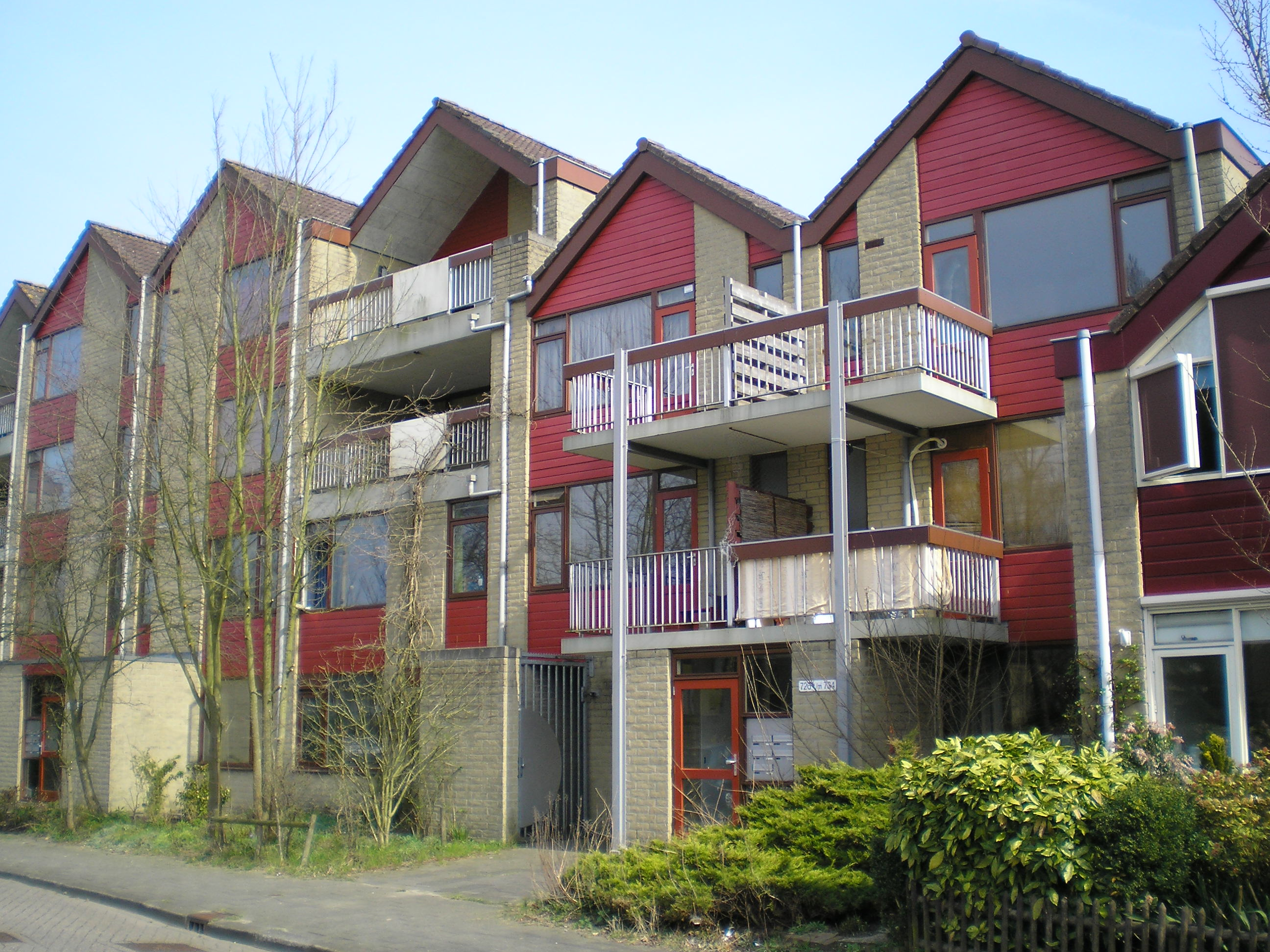
Aparte type woningstijl op de Furkabaan, deze vind je ook in andere gedeelten van Lunetten